# Labrinth
Timothy McKenzie, dit Labrinth, né le 4 janvier 1989 à Londres dans le quartier de Hackney, est un auteur-compositeur-interprète, musicien et producteur britannique.

## Biographie
Il est produit par Syco Music, le label de Simon Cowell. Initialement, il pensait y travailler en tant que producteur, mais Cowell décida de le signer comme artiste solo.
Labrinth fait ses débuts dans les charts britanniques en mars 2010, en collaborant avec le rappeur britannique Tinie Tempah sur Pass Out. Ce titre atteint la première place [réf. nécessaire]. Son premier single solo, Let The Sun Shine, sort en septembre 2010 et atteint la 3e place des charts [réf. nécessaire]. Son premier album Electronic Earth sort le 2 avril 2012, après avoir été précédé par le single Earthquake avec Tinie Tempah et Last Time, qui atteignent respectivement la 2e et la 4e place du classement [réf. nécessaire].
Il enregistre également des singles avec The Weeknd et Kygo.
En 2018, une collaboration avec Diplo et Sia est formée. Ce groupe nommé LSD (pour Labrinth, Sia et Diplo) connaît ses prémices lors d'une collaboration entre Labrinth et la chanteuse pop, Sia, sur la bande-originale du film Wonder Woman. Le groupe sort quatre singles depuis l'été 2018, Genius, Audio, Thunderclouds et Mountains.
En 2019, il compose la bande originale de la série Euphoria diffusée sur HBO.

## Discographie

### Albums studio

#### Solo
- 2012 : Electronic Earth
- 2019 : Imagination & The Misfit Kid
- 2023 : Ends & Begins

#### Avec LSD
- 2019 : Labrinth, Sia & Diplo Present... LSD

### Bande originale

#### Série télévisée
- 2019 : Euphoria (Original Score From The HBO Series)
- 2021 : Malcolm & Marie
- 2022 : Euphoria Season 2 Official Score (From The HBO Original Series)

### Singles
- 2010 : Let The Sun Shine
- 2011 : Earthquake (featuring Tinie Tempah)
- 2012 : Last Time
- 2012 : Express Yourself
- 2012 : Treatment
- 2012 : Beneath Your Beautiful (featuring Emeli Sandé)
- 2014 : Let It Be
- 2014 : Jealous
- 2017 : Misbehaving
- 2018 : Same Team (featuring Stefflon Don)
- 2019 : Don't Fence Me In
- 2019 : Miracle
- 2019 : Mount Everest
- 2019 : All For Us (featuring Zendaya)
- 2019 : Something's Got To Give
- 2019 : Where The Wild Things
- 2019 : Like A Movie
- 2019 : Oblivion (featuring Sia)
- 2020 : Still Don't Know My Name
- 2020 :  No Ordinary
- 2020 : Ave Maria
- 2021 : Titans
- 2022 : Yeh I F****n' Dit it (From "Euphoria" An Original HBO Series)
- 2022 : I'm Tired (From Euphoria An Original HBO Series)
- 2022 : Lift Off

### Singles avec LSD
- 2018 : Genius
- 2018 : Audio
- 2018 : Thunderclouds
- 2019 : Mountains
- 2019 : Genius (Lil Wayne Remix)
- 2019 : No New Friends
- 2019 : Heaven Can Wait (feat. Sia, Diplo & Labrinth) The Aston Shuffle Remix

### Singles en collaboration
- 2010 : Pass Out (Tinie Tempah featuring Labrinth)
- 2010 : Frisky (Tinie Tempah featuring Labrinth)
- 2011 : Let It Go (Devlin featuring Labrinth)
- 2012 : Playing With Fire (Plan B featuring Labrinth)
- 2013 : Lover Not A Fighter (Tinie Tempah featuring Labrinth)
- 2015 : Higher (Sigma featuring Labrinth)
- 2016 : Make Me (Cry) (Noah Cyrus featuring Labrinth)
- 2017 : To Be Human (Sia featuring Labrinth)
- 2017 : Pass Out (feat. Labrinth) : Sab-Beatz
- 2018 : Majesty (Nicki Minaj featuring Labrinth)
- 2024 : Incredible (Sia featuring Labrinth)

## Distinction

### Nomination
- Golden Globes 2020 : Meilleure chanson originale pour Spirit (Beyonce, feat. ILYA & Labrinth) Le Roi Lion

### Récompense
- Emmy Awards 2020 : Meilleures musiques et paroles pour "All For Us" par Labrinth